# 吴伟 (1972年)
吴伟（1972年8月—），男，中华人民共和国外交官，现任中华人民共和国驻密克罗尼西亚联邦特命全权大使。

## 生平
2014年7月，吴伟任驻纳米比亚大使馆政务参赞。后任外交部涉外安全事务司参赞。2020年，升任外交部涉外安全事务司副司长。2023年6月，出任中华人民共和国驻密克罗尼西亚联邦大使。